# Trematodon le-testui
Trematodon le-testui là một loài rêu trong họ Bruchiaceae. Loài này được P. de la Varde mô tả khoa học đầu tiên năm 1931.